# Luis Caffarelli
Luis Ángel Caffarelli (8 de desembre de 1948 a Buenos Aires) és un matemàtic argentí, amb doble ciutadania, nacionalitzat i radicat als Estats Units. Líder en el camp d'equacions diferencials en derivades parcials i les seves aplicacions, en 2023 fou guardonat amb el premi Abel pels seus treballs en aquest àmbit.

## Biografia
Caffarelli va ser alumne del Col·legi Nacional de Buenos Aires i als vint anys ja era Llicenciat en Matemàtica de la Facultat de Ciències Exactes i Naturals de la Universitat de Buenos Aires. Al mateix temps havia cursat gairebé la meitat de les matèries de la carrera de Física, però finalment es va decidir per la Matemàtica i es va doctorar en 1972.
Immediatament després va viatjar als Estats Units per fer estudis de postgrau a Minnesota. Actualment ocupa la Càtedra Sid Richardson a la Universitat de Texas a Austin. També ha estat professor a la Universitat de Minnesota, la Universitat de Chicago, i l'Institut Courant de Ciències Matemàtiques a la Universitat de Nova York. Entre 1986 i 1996 va ser membre permanent del IAS, Institut d'Estudis Avançats, de Princeton.
Luis Caffarelli és el principal expert mundial en problemes de frontera lliure per a equació diferencial en derivades parcials no lineals, raó que el féu mereixedor del premi Abel en 2023. També és famós per les seves contribucions a l'equació Monge-Ampere i més en general 
equacions completament no lineals. Recentment s'ha interessat pels problemes d'homogeneïtzació.

## Àrees de treball
L'obra científica de Caffarelli s'ha desenvolupat en el terreny de la matemàtica pura en temes que tenen gran interès per a les aplicacions. En els seus primers anys, va investigar sobre temes com la propietats de les solucions de les equacions diferencials no lineals, sobre el càlcul de variacions (problema d'obstacle) i també sobre la teoria matemàtica dels fluids (equació de Navier-Stokes, equacions de filtració en mitjans porosos). Alguns dels seus treballs apunten a l'optimització del funcionament de les xarxes de computació, així com a l'anàlisi meteorològica mitjançant models matemàtics.

## Distincions científiques
Al llarg de la seva carrera va ser nomenat membre visitant d'instituts i universitats d'Austràlia, Itàlia i Alemanya i va dictar conferències i col·loquis en l'Institut Tecnològic de Massachusetts (MIT), en Berkeley, a Stanford, a la Universitat de Nova York i a la Universitat de Bonn entre altres llocs. A més, anualment dicta cursos i seminaris a la Universitat de Buenos Aires, on és Professor Honorari.
En 1991 va ser triat per a l'Acadèmia Nacional de Ciències dels Estats Units, ha estat premiat Doctor Honoris causa per l'École Normale Supérieure de París; la Universitat Autònoma de Madrid, i la Universitat Nacional de la Plata, Argentina. Ha rebut el Premi Bôcher en 1984. En 1997 va ser President de les Olimpíades Matemàtiques Internacionals realitzades en Mar del Plata. El 2003 va rebre el Premi Konex de Brillant al millor científic de la dècada a Argentina, al costat de Mirta Roses Periago.
En 2005, va rebre el prestigiós Premi Rolf Schock en la Reial Acadèmia Sueca de Ciències "per les seves importants contribucions a la teoria d'equacions en derivades parcials no lineals" i és un dels pocs científics del seu país membre de l'Acadèmia Pontifícia de les Ciències. Des de llavors, Luis Caffarelli ostenta el títol de "Excel·lència" i gaudeix d'un honor del que només altres dos grans científics argentins, com Bernardo Alberto Houssay i Luis Federico Leloir, havien assolit. Entre altres distincions va rebre del Papa Juan Pablo II, en 1988, la Medalla d'Or de Pío XI, instituïda en honor d'aquest pontífex per la seva labor en favor de l'Acadèmia Pontifícia de les Ciències.
En 2012 va rebre el Premi Wolf pels seus treballs sobre la regularitat de les equacions el·líptiques i parabòliques, els problemes de fronteres lliures i la mecànica de fluids.